# Trichoclea artesta
Trichoclea artesta är en fjärilsart som beskrevs av Smith. Trichoclea artesta ingår i släktet Trichoclea och familjen nattflyn. Inga underarter finns listade i Catalogue of Life.